# Олійник Олександр Леонідович
Олійник Олександр Леонідович (25 грудня 1959) — український  музикант (домра), педагог, диригент. Народний артист України (2019), професор, кандидат мистецтвознавства, ректор Одеської національної музичної академії ім. А. В. Нежданової.

## Біографія
Народився 25 грудня 1959 року. У 1987 році закінчив Одеську державну консерваторію імені А. В. Нежданової (клас професора, заслуженого діяча мистецтв України Орлової Діни Павлівни). Після закінчення консерваторії працював художнім керівником ансамблю народних інструментів «Мозаїка» Одеської обласної філармонії. З 1991 року обіймав посади викладача, старшого викладача, доцента та в. о. професора кафедри народних інструментів ОДМА. З листопада 2003 року був на посаді проректора з навчальної роботи ОДМА імені А. В. Нежданової. У 2018 році обраний ректором академії.
О. Л. Олійник веде активну концертну діяльність (гастролі в багатьох містах України, Австрії, Німеччини, Фінляндії, Польщі, Росії, Болгарії). Ним зіграно понад 250 концертів з всесвітньо відомим австрійським співаком Борисом Рубашкіним.
О. Л. Олійник брав участь у багатьох науково-практичних конференціях і запрошувався як член журі на Міжнародні конкурси.

## Творча діяльність
О. Л. Олійник створив понад 150 перекладень, транскрипцій та інструментовок для оркестру та ансамблю народних інструментів. Особливий інтерес представляють його власні твори для домри-соло: «Передзвони», «Пісня», «Танець», «Ескіз», «Мерехтливий звук», «Етюд-скерцо», в яких автором представлені новаторські інструментальні прийоми гри і нові художні можливості інструмента.

## Наукова діяльність
- Олійник О. Особливості ритміки і тембральності музики для домри в контексті музичного професіоналізму заходу і сходу / О. Олійник // Метроном-1. Колективна монографія [під редакцією І. М. Юдкіна]. — Київ, 2002. — С. 96-98.
- Олійник О. Музика для домри: знаки Сходу і Заходу як чинники композиції й виконання / О. Олійник // Восток-Запад: культура и цивилизация. Матеріали міжнародного музикознавчого семінару і науково-практичної конференції 2003 р. — Одеса: Астропринт, 2004. — С. 79-83.
- Олійник О. Філософсько-міфологічні засновки риторики творчості домриста / О. Олійник // Музичне мистецтво і культура. — Вип. 5. — Одеса: Друкарський дім, 2004. — С. 432—440.
- Власов В., Олійник О. народно-інструментальне оркестрове мистецтво Півдня України / В. Власов, О. Олійник // Академічне народно-інструментальне мистецтво та вокальні школи Львівщини. Зб. матеріалів науково-практичної конференції. — Львів: Дрогобич, Коло, 2005. — С. 243—249.
- Олійник О. Риторика і художній вираз домрового інструменталізму / О. Олійник // Музичне мистецтво і культура. — Вип. 8, кн. 1. — Одеса: Друкарський дім, 2007. — С. 29-38.

## Нагороди і почесні звання
- Заслужений артист України (2003)
- Подяка Кабінету Міністрів України (2004)
- Почесна грамота Голови Одеської обласної адміністрації (2006)
- Почесна грамота Міністерства освіти і науки України (2007)
- Народний артист України (2019)